# Coppa Continentale 2019-2020 (hockey su pista)
La Coppa Continentale 2019-2020 è stata la 39ª edizione (la ventiduesima con la denominazione Coppa Continentale) dell'omonima competizione europea di hockey su pista. Il torneo, organizzato per la terza volta tramite la formula delle final four, ha avuto luogo dal 28 al 29 settembre 2019 presso il Pavilhão João Rocha di Lisbona in Portogallo.
Il trofeo è stato conquistato dal Sporting CP per la prima volta nella sua storia.

## Squadre partecipanti
| Club        | Qualificazione            | Partecipazioni precedenti (il grassetto indica la vittoria) |
| ----------- | ------------------------- | ----------------------------------------------------------- |
| Sporting CP | Detentore dell'Eurolega   | 1981-82, 1985-86, 1991-92, 2015-16                          |
| Porto       | Finalista dell'Eurolega   | 1982-83, 1983-84, 1986-87, 1990-91, 2018-19                 |
| Lleida      | Detentore della Coppa WSE | 2018-19                                                     |
| Sarzana     | Finalista della Coppa WSE | Esordiente                                                  |

## Risultati

### Semifinali
| Lisbona 28 settembre 2019, ore 13:00 WET | Lleida                            | 2 – 8 referto | Porto | Pavilhão João Rocha\| Arbitri: \| Alessandro Eccelsi Franco Ferrari \| |
| Arbitri:                                 | Alessandro Eccelsi Franco Ferrari |               |       |                                                                        |

| Lisbona 28 settembre 2019, ore 16:00 WET | Sporting CP            | 7 – 0 referto | Sarzana | Pavilhão João Rocha\| Arbitri: \| Jose Gomez Josep Ribo' \| |
| Arbitri:                                 | Jose Gomez Josep Ribo' |               |         |                                                             |

### Finale
| Lisbona 29 settembre 2019, ore 17:00 WET | Sporting CP                | 3 – 2 referto | Porto | Pavilhão João Rocha\| Arbitri: \| Miguel Diaz Oscal Valverde \| |
| Arbitri:                                 | Miguel Diaz Oscal Valverde |               |       |                                                                 |